# Hönsa-Tores saga
Hönsa-Tores saga (isländska Hænsa-Þóris saga eller Hænsna-Þóris saga) är en av islänningasagorna. Sagan handlar bland annat om Hönsa-Tore, en rik men impopulär bonde, som vägrar att dela med sig av sitt hö inför vintern. När grannarna tar för sig av höet ändå, bränner han dem inne. Sagan slutar med att Hönsa-Tore dräpes. I sagan beskrivs också hur Island delades in fjärdingar. Handlingen utspelar sig till största delen i Borgarfjörður kring år 960 och åren därefter. Den skrevs tidigt på 1200-talet.
Sagan fanns nedtecknad i en pergamentskrift kallad Vatnshyrna. Den är till stor del försvunnen. (Några blad finns på Árni Magnússon-institutet för isländska studier.) Sagan finns i sin helhet endast återgiven i senare pergamentskrifter. Den första tryckta utgåvan utkom 1847 i Köpenhamn.
Hönsa-Tores saga finns översatt till svenska av Hjalmar Alving (1935) och Åke Ohlmarks (1962).